# شاي غيفن
شاي غيفن (بالإنجليزية: Shay Given) (من مواليد 20 أبريل 1976 في ليفورد في إيرلندا) هو لاعب كرة قدم إيرلندي.
بدأ مسيرته الكروية مع نادي سيلتك الإسكتلندي في موسم 1993/1994، وفي عام 1994 انتقل إلى نادي بلاكبيرن روفرز الإنجليزي، ولعب معهم حتى عام 1997، وشارك معهم في مباراتين، وفي عام 1995 أعير إلى نادي سويندون تاون الإنجليزي، ولعب معهم 5 مباريات، وفي عام 1996 أعير إلى نادي سندرلاند الإنجليزي، ولعب معهم 17 مباراة، ومنذ عام 1997 وهو يلعب مع نادي نيوكاسل يونايتد الإنجليزي وفي عام 2009 انتقل إلى نادي مانشستر سيتي الإنجليزي.
و قد بدأ باللعب مع منتخب إيرلندا لكرة القدم في عام 1996.

## مسيرته الكروية
لعب شاي غيفن خلال مسيرته الاحترافية مع 9 أندية في ثمانية وعشرون موسمًا ولم يسجل خلالها أي هدف ضمن 489 مباراة. ولم يفز بأي موسم بالكأس وفاز في موسم واحد بالدوري.
خاض شاي غيفن مسيرته مع نادي سلتيك في موسم 1993–94 لمدة موسم واحد، لم يشارك في أي مباراة ولم يسجل أي هدف. ثم انتقل إلى نادي سويندون تاون في موسم 1994–95 ولمدة موسمين، حيث شارك في 5 مباريات ولم يسجل أي هدف أيضًا. لينتقل بعدها إلى نادي سندرلاند في موسم 1995–96 لمدة موسم واحد، مشاركًا في 17 مباراة ولم يسجل أي هدف أيضًا. ثم انتقل إلى نادي بلاكبيرن روفرز في موسم 1996–97 لمدة موسم واحد، مشاركًا في مباراتين ولم يسجل أي هدف أيضًا. هذا وانتقل لاحقًا إلى نادي نيوكاسل يونايتد في موسم 1997–98 ليلعب معه اثنا عشر موسمًا، مشاركًا في 354 مباراة ولم يسجل أي هدف أيضًا. ثم انتقل بعدها إلى نادي مانشستر سيتي في موسم 2008–09 واستمر معه طيلة ثلاثة مواسم، مشاركًا في 50 مباراة ولم يسجل أي هدف أيضًا. ليعود وينتقل من جديد، لكن هذه المرة إلى نادي أستون فيلا في موسم 2011–12 ليلعب معه أربعة مواسم، مشاركًا في 37 مباراة ولم يسجل أي هدف أيضًا. لينتقل بعدها إلى نادي ستوك سيتي في موسم 2015–16 ولمدة موسمين، مشاركًا في 8 مباريات ولم يسجل أي هدف أيضًا.

## روابط خارجية
- شاي غيفن على موقع الاتحاد الدولي (مؤرشف)  (الإنجليزية)
- شاي غيفن على موقع الاتحاد الأوربي (الإنجليزية)
- شاي غيفن على موقع إي إس بي إن إف سي (الإنجليزية)
- شاي غيفن على موقع قاعدة بيانات كرة القدم.إي يو (الإنجليزية)
- شاي غيفن على موقع ليكيب (الفرنسية)
- شاي غيفن على موقع ناشيونال فوتبول تيمز (الإنجليزية)
- شاي غيفن على موقع Soccerbase.com (لاعب) (الإنجليزية)
- شاي غيفن على موقع Soccerway.com (الإنجليزية)
- شاي غيفن على موقع عالم كرة القدم.نت (الإنجليزية)
- شاي غيفن على موقع كووورة